# Parafia św. Józefa Robotnika w Dobrzeszowie
Parafia świętego Józefa Robotnika w Dobrzeszowie – parafia rzymskokatolicka, znajdująca się w diecezji kieleckiej, w dekanacie łopuszańskim.